# NIC-53
La NIC-53  es una importante carretera nacional clasificada como colectora secundaria en Nicaragua. Esta vía comienza en el Norte en la Calle Central en Santa María, Departamento de Nueva Segovia y culmina en el Sur en la NIC-15 en Ocotal, departamento de Nueva Segovia.

## Extensión
Con una extensión de 25,32 millas (40,7 km), la NIC-53 juega un rol clave en la conectividad y transporte de la región.